# Ervin Hall
Ervin Hall, född 5 mars 1947 i Philadelphia i Pennsylvania, är en amerikansk före detta friidrottare.
Hall blev olympisk silvermedaljör på 110 meter häck vid sommarspelen 1968 i Mexico City.